# Thann
Thann (in alsaziano Dànn, in tedesco Tann) è un comune francese di 8.151 abitanti situato nel dipartimento dell'Alto Reno nella regione del Grand Est.
È il capoluogo della "Comunità municipale del Paese di Thann" che raggruppa 13 Comuni per una popolazione complessiva di 22.146 abitanti, secondo il censimento INSEE del 2007.
I suoi abitanti si chiamano Thannois.

## Società

### Evoluzione demografica
Abitanti censiti

## Storia

### Leggenda
Secondo una leggenda, la città di Thann ebbe origine da un miracolo attribuito a sant'Ubaldo, Saint Thiébaut, in francese, vescovo di Gubbio. Alla sua morte, avvenuta nel 1160, Ubaldo lasciò tutti i suoi averi ai poveri eccetto il bastone episcopale, promesso al suo discepolo di origini olandesi. Quest'ultimo non si accontentò e prese anche l'anello, ma nell'atto di sottrarlo, tanta era la foga, staccò anche il pollice destro del defunto vescovo. Nascose il tutto dentro il suo bastone da viaggio e scappò.
Dopo la traversata delle Alpi, arrivò, il primo luglio 1161, nel luogo ove oggi sorge Thann; appoggiò il suo bastone ad un abete e si addormentò. Al suo risveglio, volendo riprendere il cammino, prese il bastone ma vide che questo aveva messo delle grosse radici. Nello stesso momento il conte de Ferrette, signore del luogo, scorse dall'alto del suo castello tre luci sopra la foresta e si precipitò a vedere. Il discepolo spiegò che stava portando con sé una reliquia, e il signore lo interpretò come uno segno divino, tanto che promise di costruire una cappella dedicata a sant'Ubaldo in quel luogo. Allora il bastone ritirò le sue radici.

### Origini
Storicamente, la Città di Thann si è sviluppata in seguito all'installazione di un posto di pedaggio all'imbocco della Valle della Thur, per volere del Conte de Ferrette, una delle tre grandi famiglie della nobiltà alsaziana discendenti di Carlomagno. Le rovine del loro castello dominano ancor oggi la Città: è l'Engelbourg, conosciuto anche come «Oeil de la Sorcière», l'"Occhio della Strega".

### Medioevo
Il miracolo del pollice e dell'anello ha rapidamente attirato grandi folle, soprattutto provenienti dalle regioni del Mar Baltico, verso la piccola borgata che inizia a svilupparsi e si cinge di mura. I pellegrinaggi sono così numerosi che nel 1324 si inizia la costruzione di una nuova grande chiesa: la Collegiata di Sant'Ubaldo, che sarà terminata solo nel 1516. Durante tutto questo periodo la città fiorisce e vive degli introiti del pellegrinaggio e della coltura della vite, estesa a tutti i crinali delle colline fino alla pianura.

### Gli Asburgo e Luigi XIV
L'ultima discendente dei de Ferrette, Jeanne, sposò nel 1324 Alberto II, arciduca d'Austria. Con questo matrimonio tutte le proprietà dei de Ferrette, e quindi Thann, entrarono a far parte dei possedimenti austriaci. 
Gli Asburgo accordano alla città notevoli privilegi, dapprima la erigono a rango di Città con uno stemma e poi le conferiscono i diritti avere un sigillo, batter moneta e tener delle fiere. Il territorio dei de Ferrette venne ampliato tramite l'annessione delle terre del Sundgau (estrema parte sud dell'Alsazia) che gli Asburgo avevano man mano acquisito dai borgognoni e in particolare da Carlo il Temerario (1469-1474).
Nel 1648, con la fine della guerra dei trent'anni e quindi la pace di Vestfalia, il re di Francia Luigi XIV recupera i territori alsaziani degli Asburgo. 
Nel 1658 tutte le antiche possessioni austriache furono donate da Luigi XIV al cardinale Mazarino come ricompensa ai servigi resi alla corona. Per un gioco di alleanze, oggi è il principe Alberto II di Monaco, principe Grimaldi, a possedere il titolo di "conte di Thann" .
La Riforma protestante porta a Thann un notevole declino, la città infatti vede alleviarsi fino a quasi scomparire il pellegrinaggio, uno dei maggiori redditi popolari.

### Industrializzazione
Nel 1785, Pierre Dollfus crea la prima fabbrica di tele tinte. La presenza di un territorio ricco d'acqua e di numerosa e abile manodopera, stimolano la famiglia ad investire nell'installazione di nuove industrie tessili atte alla filatura e tessitura del cotone. Ormai per tutto l'800 fino agli anni 1960, Thann vivrà al ritmo del settore tessile.
Nel 1808, Karl-Philip Kestner, stabilitosi a Thann da Hannover, apre un'azienda di prodotti chimici al servizio dei bisogni del settore tessile. Quest'industria rappresenta oggi la più antica fabbrica del genere in Europa ancora funzionante sul luogo della sua creazione. 
Il primo settembre 1839 viene inaugurata la linea ferroviaria Mulhouse-Thann; è la terza ferrovia in Francia aperta al traffico passeggeri. Interamente finanziata dagli industriali locali.

### Le guerre
La Guerra franco-prussiana del 1870 e la relativa disfatta francese, condussero al riaccorpamento dell'Alsazia-Lorena al Secondo Reich tedesco che cambiò notevolmente i circuiti economici. Molti cittadini, parteggianti della Francia, lasciarono l'Alsazia.
Durante la prima guerra mondiale, la città di Thann fu liberata dalle prime offensive francesi sul fronte dei Vosgi il 7 agosto 1914 e divenne per quattro anni la capitale dell'Alsazia liberata. Subì gravi danni a causa dello stabilirsi del fronte alle porte della città.
Nella seconda guerra mondiale visse una nuova occupazione tedesca nel giugno 1940. Gli abitanti mal sopportando questa nuova annessione crearono, insieme a molti altri cittadini alsaziani, dei movimenti di resistenza nell'estate del '40.

## Monumenti e luoghi d'interesse
- Collegiata di Sant'Ubaldo, costruita a partire dal 1324, è dopo la Cattedrale di Strasburgo il più importante edificio gotico dell'Alsazia. Realizzata in quello stile Gotico tedesco-renano che prende esempio dalle grandi cattedrali di Strasburgo e Friburgo in Brisgovia. L'alta torre a guglia gotico-fiammeggiante che la caratterizza ha un'altezza di 78,14 metri.
- Castello d'Eldenbourg. L'antico castello-forte, edificato nel 1224 dal Conte Frédéric II de Ferrette, sulla collina a dominio della città, venne demolito nel 1673 per ordine di Luigi XIV. Ne restano che qualche rovina, come il cosiddetto "Œil de la Sorcière", l'occhio della strega, troncone del Mastio stranamente rimasto in equilibrio verticale, ben visibile da lontano.
- Tour des sorcières (Torre delle Streghe), del XIV secolo, resto delle Mura.
- Tour des cigognes (Torre delle Cicogne), del XII secolo, resto delle Mura.
- Castello di Marsilly (XVI-XVII secolo).
- Hôtel de ville, il Municipio eretto su progetti di Jean-Baptiste Kléber del 1787. Dapprima destinato ad accogliere l'Ospedale, venne poi decisa l'attuale destinazione, cosicché nel 1788 si diede inizio alla costruzione terminata nel 1793.
- Convento dei Francescani (XVIII-XIX secolo), fuori le mura.
- Musée de Thann, nell'antica "Halle aux blés", il Mercato del Grano, costruito nel 1519 dal Maestro-Architetto Rémy Faesch.

## Amministrazione

### Gemellaggi
- Gubbio[2]
- Sigmaringen
- Tonneins

## Galleria d'immagini

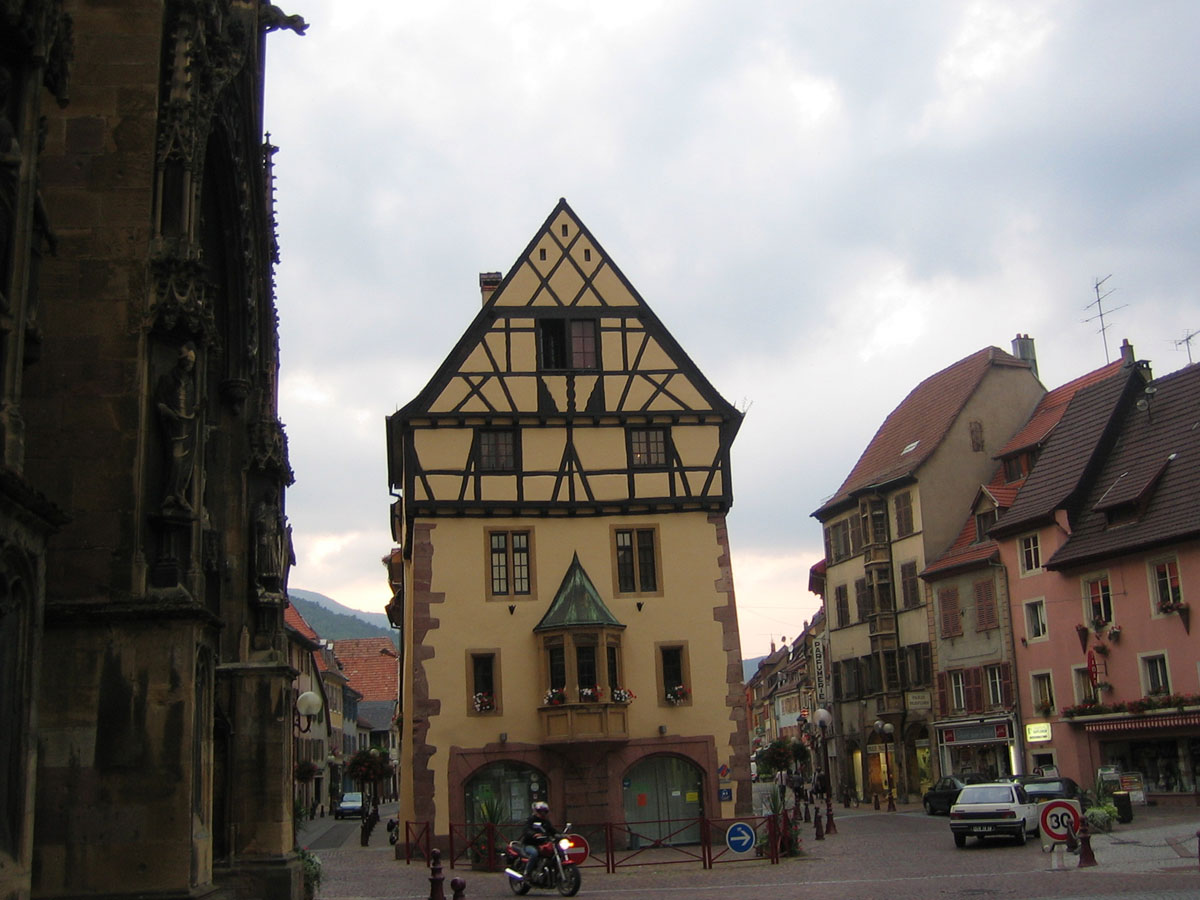
Il centro di Thann
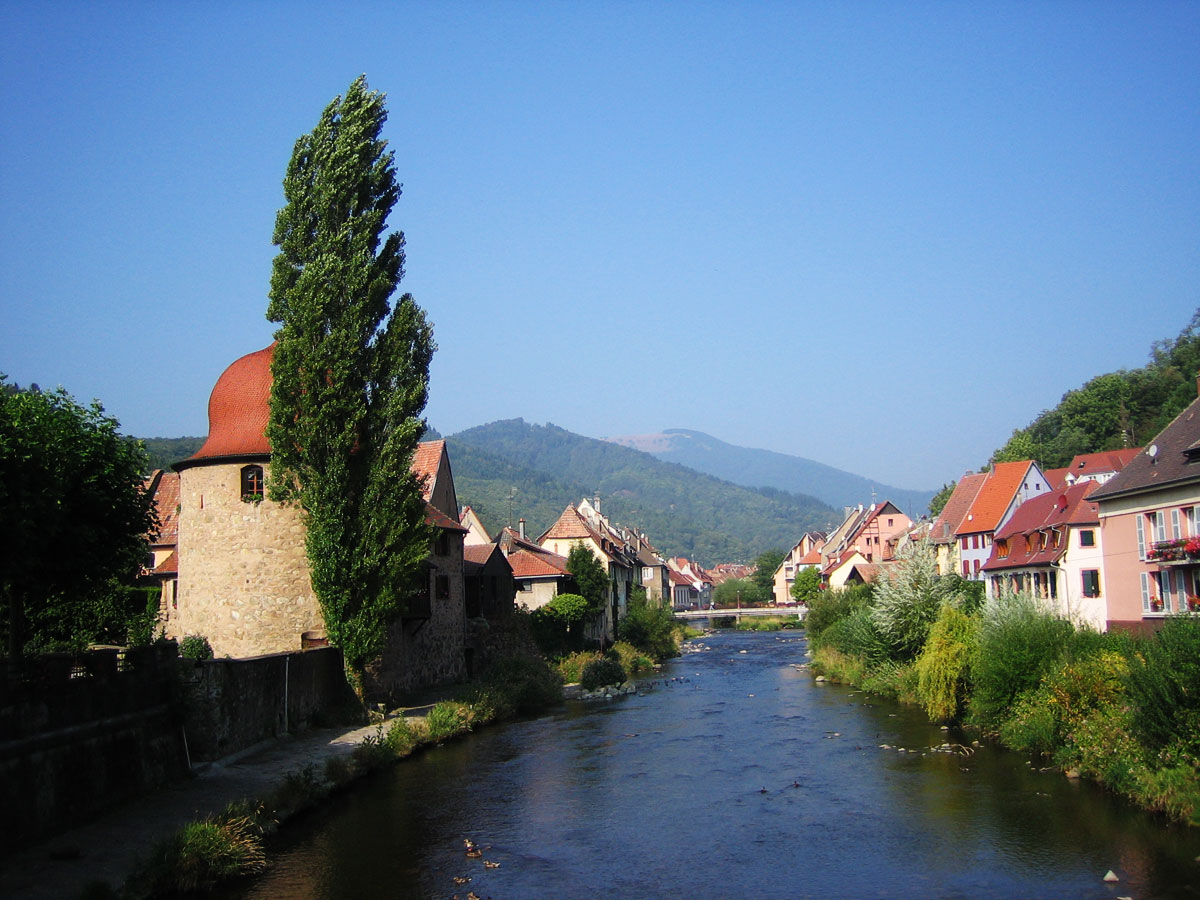
Il Thur attraversa Thann